# Санчес, Эрик (футболист, 1999)
Э́рик Даниэ́ль Са́нчес Осеге́да (исп. Érick Daniel Sánchez Ocegueda; род. 27 сентября 1999, Густаво А. Мадеро) — мексиканский футболист, полузащитник клуба «Пачука» и сборной Мексики.

## Клубная карьера
Санчес — воспитанник клуба «Пачука». 7 августа 2016 года в матче против «Толуки» дебютировал в мексиканской Примере. В начале 2019 года для получения игровой практики Санчес на правах аренды перешёл в «Минерос де Сакатекас». 9 марта в матче против «Леонес Негрос» он дебютировал в Лиге Ассенсо. 6 апреля в поединке против «Тампико Мадеро» Эрик забил свой первый гол за «Минерос де Сакатекас». По окончании аренды Санчес вернулся в «Пачуку». 4 апреля 2021 года в поединке против УНАМ Пумас Эрик забил свой первый гол за клуб. 

## Международная карьера
В 2021 году Санчес в составе сборной Мексики стал серебряным призёром Золотого кубка КОНКАКАФ. На турнире он сыграл в матчах против команд Гватемалы и Сальвадора.

## Достижения
Мексика
- Серебряный призёр Золотого кубка КОНКАКАФ — 2021